# Ко на брдо, ак’ и мало, стоји више види но онај под брдом
Ко на брдо, ак’ и мало, стоји више види но онај под брдом, изрека владике Данила, јунака спјева Горски вијенац, српског пјесника и мислиоца, владара и владике Црне Горе Петра II Петровића Његоша.

## Поријекло изреке
Данило, поглавар и владика, већ у самом почетку Његошевог Горског вијенца, дубоко замишљен над моћи и одговорношћу који су му дати положајем, размишља:
| „ | Ко на брдо, ак’ и мало, стоји више види но онај под брдом; ја повише нешто од вас видим — то је срећа дала ал’ несрећа. | ” |

## Тумачење и поука
Поглавар није само декретом и вољом народа одређена величина. Поглавар није само привилегија. Његов положај висини којој припада, открива погледе који другима, нижим у хијерархији моћи и обавеза, нису видљиви. Зато онај ко је на висини више види од оних испод себе,што је истовремено и срећа и несрећа његове "привилегије".